# Nina Mercedez
Nina Mercedez (Corpus Christi, 10 november 1979), is een Mexicaans-Amerikaanse porno-actrice, producent en regisseur. De eerste pornofilm waar Mercedez in speelde, was So I Married a Porn Star in 2002.
In 1998 begon Mercedez als stripper in Noord-Amerika. In 2000 werd ze gefotografeerd voor Penthouse. 
Mercedez was tevens actief met cosplay op de website CosplayStars.com, en nam deel aan Comic-Cons in San Diego en New York.

## Prijzen en nominaties
(inclusief modellenwerk, dansen, pornografie en internetprijzen)
- 2001: Miss Nude North America
- 2001: Miss Nude International
- 2002: Adult Nightclub & Exotic Dancer Award winner - Exotic Dancer/Entertainer of the Year[4]
- 2002: Penthouse Golden G-String Award[4]
- 2003: Miss Nude Universe
- 2004: Adult Nightclub & Exotic Dancer Award winner - Exotic Dancer’s Adult Performer of the Year[4]
- 2006: AVN Award nominatie - Best Anal Sex Scene - Film
- 2007: AVN Award nominatie - Best Actress - Video
- 2007: F.A.M.E. Award finalist - Hottest Body[5]
- 2008: F.A.M.E. Award finalist - Favorite Breasts[6]
- 2008: AVN Award nominatie - Best All-Girl Sex Scene - Video
- 2009: AVN Award nominatie - Best All-Girl Group Sex Scene
- 2009: AVN Award nominatie - Best All-Girl 3-Way Sex Scene
- 2009: Fame Registry winner - Most Luscious Latina[7]
- 2011: Adult Nightclub & Exotic Dancer Awards winner - Miss ExoticDancer.com of the Year[8]
- Latina Porn Awards - Performer of the Decade[9]